# 고령향교
고령향교(高靈鄕校)는 경상북도 고령군 대가야읍에 있는 향교이다.
1990년 8월 7일 경상북도의 문화재자료 제229호로 지정되었다. 고령향교 내에 있는 대성전은 2017년 5월 15일 경상북도의 유형문화재 제506호로 분리하여 문화재로 지정되었다.

## 개요
고령향교는 고령 읍내 연조리 성지 내에 자리잡고 있으며, 대성전과 명륜당, 빈홍재, 창고 등이 배치되어있다. 현학이건기(縣學移建記)에 의하면 고령군 서쪽 2리(소재 불명)에 고령향교를 창건한후 1701년(숙종 27)에 군수 구문유가 중건하였으나 향교터가 불길하다 하여 다음해 2월 현 위치로 다시 이건하였다.
대성전과 명륜당을 제외한 건물들은 근년에 신축했는데 빈홍재는 1917년 민간 재실을 이건한 것이며 외삼문은 1974년, 내삼문은 1983년, 동·서무는 1990년경에 각각 신축했다. 고령향교는 전학후묘 형식의 향교로 이산 기슭에 동남향으로 배치되어 있다. 2단으로 조성된 대지 앞쪽에 외삼문과 명륜당을 두고, 뒷쪽에 내삼문과 대성전을 축선 상에 배치했다.
대성전은 정면 3칸, 측면 2칸 크기의 맞배집이다. 간살은 어칸이 협칸보다 조금 넓으며, 정면 매칸에는 쌍여닫이 판장문을 달았다. 대성전의 구조는 5량가의 초익공집으로 기단은 화강석 판석으로 쌓았다.
명륜당은 정면 5칸, 측면 2.5칸의 규모로 중앙의 3칸 대청 좌우에 2통칸 온돌방을 들인 중당협실형이다. 명륜당의 구조는 5량가의 무익공집으로 앞쪽에는 길게 툇마루를 시설했다. 대성전 좌우에 모로 배치된 동·서무는 정면 3칸, 측면 1칸의 '一'자형 맞배집이다. 고령향교는 18세기 이후 건립된 경북지방 향교건축의 특성을 잘 나타내고 있다.

## 같이 보기
- 고령향교 대성전 - 경상북도 유형문화재 제506호

## 참고 자료
- 고령향교 - 국가유산청 국가유산포털